# وزير التعليم العالي
وزير التعليم العالي أحد وزراء مجلس الوزراء وتسمى وزارته «وزارة التعليم العالي» وهي نظريا مسؤولة عن جميع المؤسسات التعليمية بعد الثانوية العامة كالجامعات والمعاهد العليا وكليات المجتمع. كما أنها مسؤولة حول اعتراف الدولة بشهادات الجامعات في الدول الأخرى ومعادلتها مع مع مستوى الشهادات المعترف بها.